# Inkalich
Inkalich, eskimski naziv za jednu skupinu Kaiyuhkhotana Indijanaca s rijeke Innoko na Aljaski. Po mišljenju Hodgea dva njihova sela mogla bi biti Paltchikatno i Tigshelde. Ostali nazivi za njih su Inchulukhlaites (Latham, 1860), Inkülüchlüaten (Wrangell, 1839), Inkulukhlaites i Inkuluklaities (Latham), Inkālichljūaten (Holmberg, 1877).